# FM会
FM会(えふえむかい)は日本基督教団内部のフリー・メソジストの諸教会の組織である。
1941年に日本基督教団の第8部として参加したが、戦後に1947年にFM会を組織して教団内部でフリー・メソジストの活動を始めた。一部が1953年5月に離脱して、織田金雄、宇崎竹三郎、畑野基らを指導者として、日本自由メソヂスト教団を設立した。残留した諸教会は引き続き、FM会として活動している。
さらに、1982年にアルミニアン・メソジスト主義を主張する諸教会が分離して、畑野基、岩本助成を指導者として、日本フリー・メソジスト教団を設立した。